# هاري أينشتاين
هاري أينشتاين (بالإنجليزية: Harry Einstein)‏ هو كاتب وممثل أمريكي، ولد في 6 مايو 1904 في بوسطن في الولايات المتحدة، وتوفي في 23 نوفمبر 1958 في لوس أنجلوس في الولايات المتحدة بسبب نوبة قلبية.

## وصلات خارجية
- هاري أينشتاين على موقع IMDb (الإنجليزية)
- هاري أينشتاين على موقع قاعدة بيانات الفيلم (الإنجليزية)